# Tryphon teberda
Tryphon teberda är en stekelart som beskrevs av Dmitriy R. Kasparyan 1996. Tryphon teberda ingår i släktet Tryphon och familjen brokparasitsteklar. Inga underarter finns listade i Catalogue of Life.